# Norwegische Sommer-Meisterschaften in der Nordischen Kombination 2020

Norwegischer Skiverbund

Die norwegischen Sommer-Meisterschaften in der Nordischen Kombination 2020 fanden vom 11. bis zum 13. September in Lillehammer statt. Die Männer hielten zwei Gundersen-Wettkämpfe über 10 Kilometer ab, davon je einen von der Normalschanze (K 90/HS 98) und der Großschanze (K 123/HS 140) des Lysgårdsbakkens. Die Frauen kürten lediglich von der Normalschanze und über 5 Kilometer eine Sommer-Meisterin. Am 12. September fand zudem mit dem Kombisprint ein neues Format statt. Der Langlauf wurde im Stadion Birkebeiner durchgeführt. Der Vorjahressieger und Gesamtweltcupsieger der letzten beiden Winter Jarl Magnus Riiber nahm aufgrund eines Sturzes in der Vorbereitung wenige Wochen zuvor nicht an den Meisterschaften teil.

## Ergebnisse

### Gundersen (K 90 / 10 km)
Am 13. September fand das Gundersen Einzel von der Normalschanze statt und auch diesen Wettbewerb konnte Jens Lurås Oftebro gewinnen. Der Kampf um Platz zwei gestaltete sich außerordentlich spannend, sodass letztlich Espen Bjørnstad als Vierter nur eine Sekunde hinter dem Zweiten lag. Die beste Sprungleistung zeigte Harald Johnas Riiber, die beste Laufzeit zeigte Lars Buraas. Den Wettbewerb in der B-Kategorie gewann Eidar Johan Strøm.
| Platz | Name                  | Verein                | Sprungpunkte | Laufzeit | Rückstand |
| ----- | --------------------- | --------------------- | ------------ | -------- | --------- |
| 01.   | Jens Lurås Oftebro    | IL Jardar             | 121,7        | 25:11,0  |           |
| 02.   | Harald Johnas Riiber  | IL Heming             | 127,2        | 26:12,5  | +0:39,5   |
| 03.   | Leif Torbjørn Næsvold | Røykenhopp            | 112,5        | 25:13,9  | +0:39,9   |
| 04.   | Espen Bjørnstad       | Byaasen Skiklub       | 122,0        | 25:52,5  | +0:40,5   |
| 05.   | Einar Lurås Oftebro   | IL Jardar             | 111,3        | 25:12,1  | +0:43,1   |
| 06.   | Kristjan Ilves        | Elva Suusaklubi       | 127,1        | 26:18,3  | +0:45,3   |
| 07.   | Kasper Moen Flatla    | IL Jardar             | 121,8        | 25:56,8  | +0:45,8   |
| 08.   | Sebastian Østvold     | Lensbygda Sportsklubb | 114,1        | 25:34,0  | +0:53,0   |
| 09.   | Lars Buraas           | Hurdal IL             | 091,4        | 24:26,8  | +1:16,8   |
| 10.   | Simen Tiller          | Moelven IL            | 094,9        | 24:51,8  | +1:27,8   |

### Gundersen (K 123 / 10 km)
Zwar zeigte Jens Christian Lurås Oftebro nur die sechstbeste Sprungleistung, doch gelang es ihm mit der schnellsten Laufzeit seinen ersten Meistertitel zu gewinnen. Espen Dahlhaug Bjørnstad verfehlte als bester Springer letztlich knapp das Podest, gewann aber dennoch die Bronzemedaille. Vier Athleten starteten nach dem Springen nicht auf der Loipe und weitere zwei gingen überhaupt nicht an den Start. Den Wettbewerb in der B-Kategorie gewann Eidar Johan Strøm. Sowohl der Sprungdurchgang, als auch der Langlauf wurden am Freitag, dem 11. September 2020 durchgeführt.
| Platz | Name                  | Verein                | Sprungpunkte | Laufzeit | Rückstand |
| ----- | --------------------- | --------------------- | ------------ | -------- | --------- |
| 01.   | Jens Lurås Oftebro    | IL Jardar             | 112,9        | 25:07,7  |           |
| 02.   | Jørgen Graabak        | Byåsen IL             | 114,8        | 25:47,8  | +0:33,1   |
| 03.   | Kristjan Ilves        | Elva Suusaklubi       | 124,6        | 26:41,1  | +0:46,4   |
| 04.   | Espen Bjørnstad       | Byaasen Skiklub       | 130,7        | 27:08,5  | +0:49,8   |
| 05.   | Einar Lurås Oftebro   | IL Jardar             | 107,5        | 26:03,1  | +1:17,4   |
| 06.   | Andreas Skoglund      | Molde og Omegn IF     | 107,9        | 26:08,9  | +1:21,2   |
| 07.   | Sebastian Østvold     | Lensbygda Sportsklubb | 113,9        | 26:36,7  | +1:25,0   |
| 08.   | Kasper Moen Flatla    | IL Jardar             | 118,4        | 27:04,1  | +1:34,4   |
| 09.   | Leif Torbjørn Næsvold | Røykenhopp            | 096,1        | 26:43,0  | +2:42,3   |
| 10.   | Simen Tiller          | Moelven IL            | 079,8        | 25:58,6  | +3:03,9   |

### Gundersen Frauen (K 90 / 5 km)
Die Rekordmeisterin Gyda Westvold Hansen gewann mit großem Vorsprung auf die Leinan Lund-Schwestern den Meistertitel. Grundlage hierfür war ein starker Sprung auf 90,5 Meter, der ihr einen Vorsprung von 1:27 min nach dem Sprungdurchgang einbrachte.
| Platz | Name                 | Verein                  | Sprungpunkte | Laufzeit | Rückstand |
| ----- | -------------------- | ----------------------- | ------------ | -------- | --------- |
| 01.   | Gyda Westvold Hansen | IL Nansen               | 137,9        | 14:57,6  |           |
| 02.   | Mari Leinan Lund     | Tolga IL                | 116,2        | 15:40,1  | +2:09,5   |
| 03.   | Marte Leinan Lund    | Tolga IL                | 102,4        | 14:50,7  | +2:15,1   |
| 04.   | Hanna Midtsundstad   | Vaaler IL               | 101,7        | 15:30,2  | +2:57,6   |
| 05.   | Oda Leiråmo          | Bossmo og Ytteren IL    | 051,8        | 15:40,0  | +6:26,4   |
| 06.   | Ida Marie Hagen      | Haslum IL               | 062,7        | 16:37,7  | +6:41,1   |
| 07.   | Thea Øihaugen        | Gausdal Skilag          | 059,3        | 16:58,5  | +7:14,9   |
| 08.   | Mathilde Oustad      | Furnes Skiløperforening | 062,5        | 18:24,6  | +8:29,0   |
| –     | Mille Marie Hagen    | Haslum IL               | 044,6        | DNS      |           |